# Afranthidium hypocapicola
Afranthidium hypocapicola là một loài Hymenoptera trong họ Megachilidae. Loài này được Mavromoustakis mô tả khoa học năm 1936.